# Liste der Biografien/Van S
Liste der Biografien |
Portal Biografien |
S Personensuche
# |
A |
B |
C |
D |
E |
F |
G |
H |
I |
J |
K |
L |
M |
N |
O |
P |
Q |
R |
S |
T |
U |
V |
W |
X |
Y |
Z |
?
 
Va |
Vd |
Ve |
Vh |
Vi |
Vj |
Vl |
Vn |
Vo |
Vr |
Vs |
Vt |
Vu |
Vy
 
Vaa |
Vab |
Vac |
Vad |
Vae |
Vaf |
Vag |
Vah |
Vai |
Vaj |
Vak |
Val |
Vam |
Van |
Vap |
Vaq |
Var |
Vas |
Vat |
Vau |
Vav |
Vaw |
Vax |
Vay |
Vaz
 
Van A |
Van B |
Van C |
Van D |
Van E |
Van F |
Van G |
Van H |
Van I |
Van K |
Van L |
Van M |
Van N |
Van O |
Van P |
Van Q |
Van R |
Van S |
Van T |
Van U |
Van V |
Van W |
Van Y |
Van Z

Vana |
Vanb |
Vanc |
Vand |
Vane |
Vang |
Vanh |
Vani |
Vanj |
Vank |
Vanl |
Vanm |
Vann |
Vano |
Vanp |
Vanq |
Vanr |
Vans |
Vant |
Vanu |
Vanv |
Vanw |
Vany |
Vanz
Die Liste der Biografien führt alle Personen auf, die in der deutschsprachigen Wikipedia einen Artikel haben. Dieses ist eine Teilliste mit 54 Einträgen von Personen, deren Namen mit den Buchstaben „Van S“ beginnt.

## Van S

### Van Sa
- Van Samang, Stan (* 1979), belgischer Sänger und Schauspieler
- Van Sant, Gus (* 1952), US-amerikanischer Filmregisseur, Drehbuchautor und FilmproduzentGus Van Sant (* 1952)

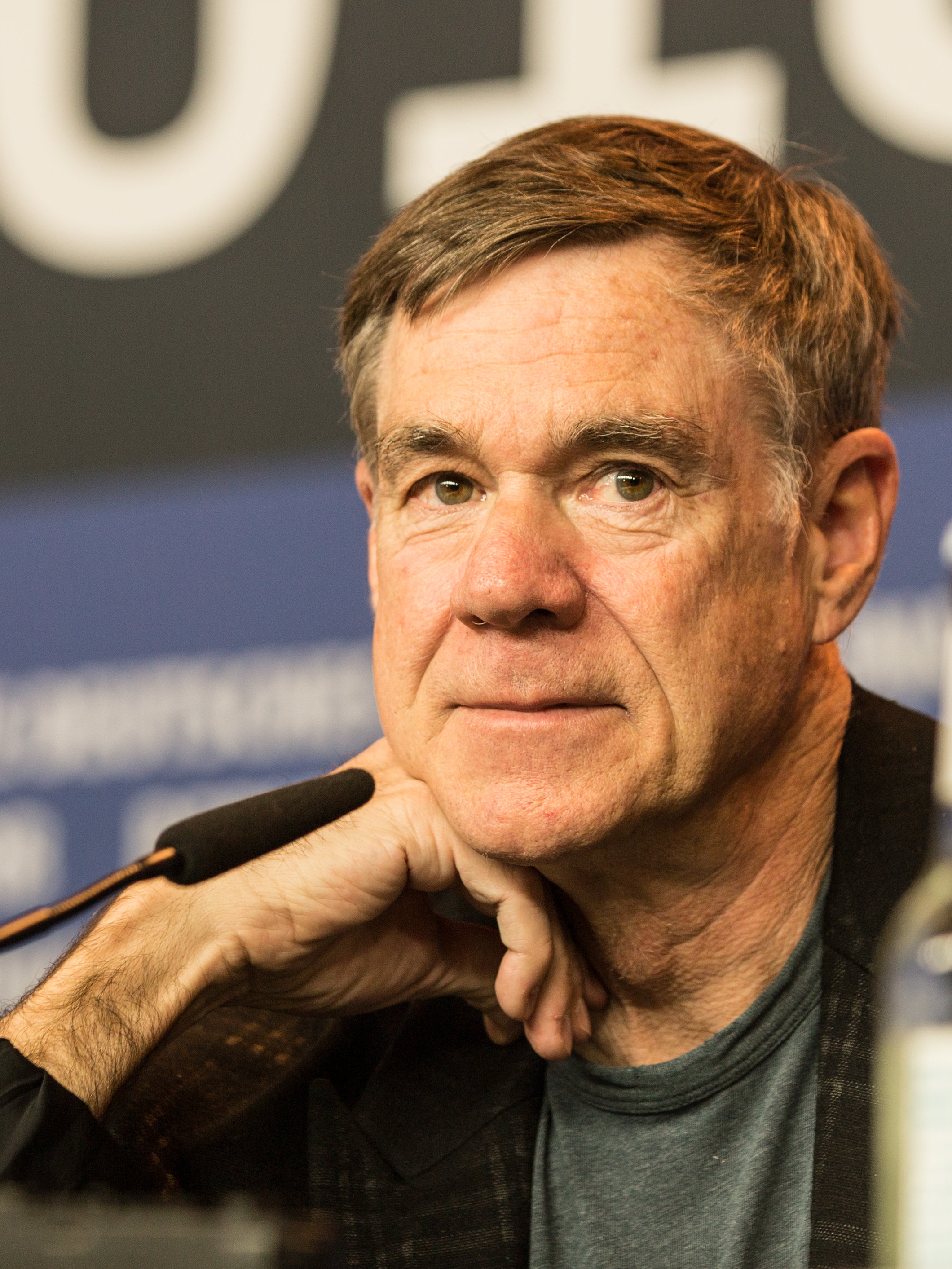
Gus Van Sant (* 1952)

- Van Sant, Joshua (1803–1884), US-amerikanischer Politiker
- Van Sant, Ken, US-amerikanischer Schauspieler und Kameramann
- Van Sant, Samuel Rinnah (1844–1936), US-amerikanischer Politiker, Gouverneur des Bundesstaates Minnesota (1901–1905)
- Van Santberghe, Joske (* 1949), belgische Mittel- und Langstreckenläuferin

### Van Sc
- Van Schaak, Peter (1747–1832), US-amerikanischer Jurist
- Van Schaick, Isaac W. (1817–1901), US-amerikanischer Politiker
- van Schaick, William (1837–1927), amerikanischer Kapitän
- van Schaik, Jarad (* 1988), US-amerikanischer Fußballspieler
- Van Schelle, Martial (1899–1943), belgischer Sportler
- Van Schil, Louis (1921–2006), belgischer Radrennfahrer
- Van Schil, Victor (1939–2009), belgischer Radrennfahrer
- Van Schouwburg, Jean-Michel (* 1955), belgischer Jazz- und Improvisationsmusiker
- Van Sciver, Ethan (* 1975), US-amerikanischer Comiczeichner
- Van Scott, Eugene J. (* 1922), US-amerikanischer Dermatologe
- Van Scott, Paul (* 1965), US-amerikanischer Schauspieler und Hörfunkmoderator
- Van Scyoc, Sydney J. (1939–2023), US-amerikanische Science-Fiction-Schriftstellerin

### Van Se
- Van Seben, Henri (1825–1913), belgischer Genre- und Landschaftsmaler
- Van Severen, Dan (1927–2009), belgischer Maler
- Van Severen, David (* 1978), belgischer Architekt und Gastprofessor
- Van Severen, Maarten (1956–2005), belgischer Möbeldesigner und Innenarchitekt

### Van Si
- Van Silfhout, Jean (1899–1942), belgischer Ruderer
- Van Siller, Hilda (1911–1982), US-amerikanische Krimi-Schriftstellerin
- Van Singel, Amy (1949–2016), US-amerikanische Radiomoderatorin und Musikjournalistin

### Van Sl
- Van Slembrouck, Gustaaf (1902–1968), belgischer Radrennfahrer
- Van Sloan, Edward (1882–1964), US-amerikanischer SchauspielerEdward Van Sloan (1882–1964)

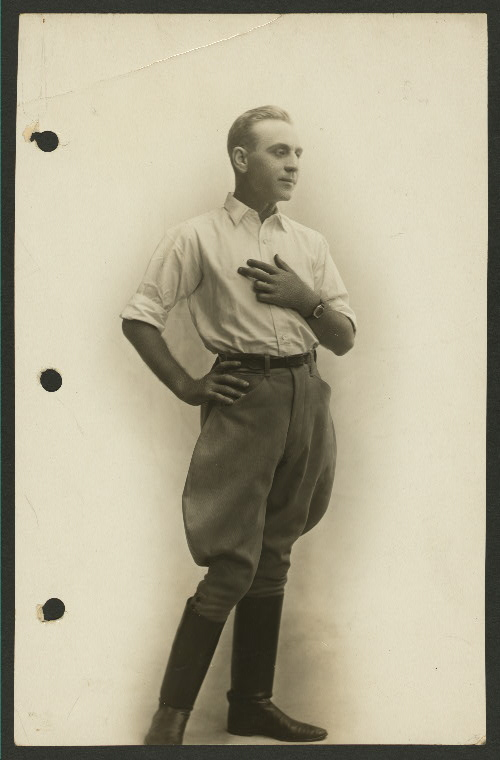
Edward Van Sloan (1882–1964)

- Van Slycke, Rik (* 1963), belgischer Radrennfahrer und Sportlicher Leiter
- Van Slyke, Donald (1883–1971), US-amerikanischer Chemiker
- Van Slyke, Steven (* 1956), US-amerikanischer Chemiker

### Van Sn
- Van Snick, Charline (* 1990), belgische Judoka

### Van So
- Van Someren, Gurner Robert Cunningham (1913–1997), kenianischer Ornithologe und Botaniker
- Van Someren, Victor Gurner Logan (1886–1976), britischer Lepidopterologe und Ornithologe
- Van Son, Charles (1902–1970), belgischer Ruderer

### Van Sp
- Van Speybroeck, Leon (1935–2002), US-amerikanischer Physiker, Astrophysiker und Ingenieur
- Van Sprang, Alan (* 1971), kanadischer Schauspieler
- Van Springel, Herman (1943–2022), belgischer Radrennfahrer

### Van St
- Van Staeyen, Ludo (* 1948), belgischer Radrennfahrer
- Van Staeyen, Michaël (* 1988), belgischer Radrennfahrer
- Van Steeden, Peter (1904–1990), US-amerikanischer Bandleader und Komponist
- Van Steen, Gonda (* 1964), belgisch-US-amerikanische Altphilologin und Neogräzistin
- Van Steenbergen, Rik (1924–2003), belgischer Radrennfahrer
- Van Steenberghen, Fernand (1904–1993), belgischer katholischer Philosophiehistoriker
- Van Steene, Louis (1913–1983), belgischer Ordensgeistlicher, römisch-katholischer Erzbischof von Bukavu
- Van Straelen, Victor (1889–1964), belgischer Zoologe und Paläontologe
- Van Straten, Florence (1913–1992), US-amerikanische Chemikerin, Meteorologin und Hochschullehrerin
- Van Straten, Kristin Bauer (* 1966), US-amerikanische SchauspielerinKristin Bauer van Straten (* 1966)

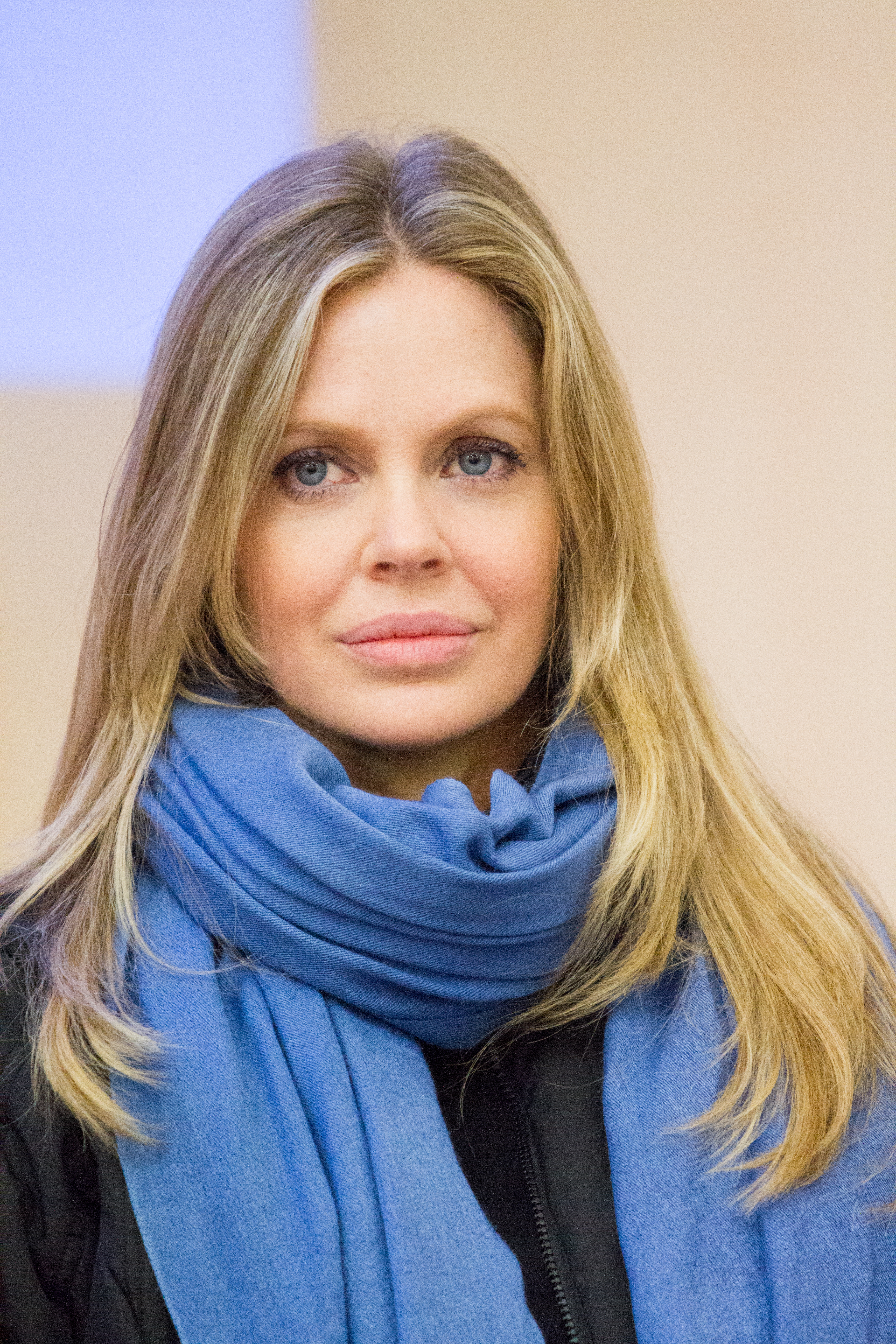
Kristin Bauer van Straten (* 1966)

- Van Strydonck, Guillaume (1861–1937), belgischer Maler
- Van Stryland, Eric (* 1947), US-amerikanischer Physiker

### Van Su
- Van Susteren, Greta (* 1954), US-amerikanische Fernsehmoderatorin und Journalistin

### Van Sw
- Van Swearingen, Thomas (1784–1822), US-amerikanischer Politiker
- Van Sweden, James (1935–2013), US-amerikanischer Landschaftsarchitekt
- Van Sweevelt, Guido (* 1949), belgischer Radrennfahrer
- Van Sweevelt, Valère (* 1947), belgischer Radrennfahrer